# Beugin
Beugin é uma comuna francesa na região administrativa de Altos da França, no departamento de Pas-de-Calais. Estende-se por uma área de 5,06 km². Em 2010 a comuna tinha 477 habitantes (densidade: 94,3 hab./km²).